# Aphaostracon pycnum
The dense hydrobe, danh pháp khoa học Aphaostracon pycnum, là một loài ốc nước ngọt cỡ nhỏ có mang và nắp, là động vật thân mềm chân bụng sống dưới nước thuộc họ Hydrobiidae. Đây là loài đặc hữu của Hoa Kỳ.